# (7014) Nietzsche
(7014) Nietzsche (1989 GT4) – planetoida z pasa głównego asteroid okrążająca Słońce w ciągu 3,39 lat w średniej odległości 2,26 j.a. Została odkryta 3 kwietnia 1989 roku przez Erica Elsta. Nazwa planetoidy została nadana na cześć Fryderyka Nietzsche, niemieckiego filozofa i pisarza. Planetoida należy do rodziny planetoidy Flora nazywanej też czasem rodziną Ariadne.